# Radruż
Radruż (en ukrainien: Радруж) est un village du powiat de Lubaczów, dans la voïvodie des Basses-Carpates, rattaché à la commune rurale de Horyniec-Zdrój. La population s'élève à 231 habitants.

## Géographie
Radruż est situé à 20 km à l'est de Lubaczów et à 100 km de la capitale régionale, Rzeszów. La frontière avec l'Ukraine est à 500 m du village.

## Culture
La tserkva (église) en bois Sainte-Parascève de Radruż, construite en 1583, est l'une des 16 églises inscrite au patrimoine mondial de l'UNESCO, sous l'appellation unique : « tserkvas en bois de la région des Carpates en Pologne et en Ukraine ».